# Pablatnice (rod Atympanophrys)
Atympanophrys je žabí rod pablatnic čeledi pablatnicovitých (Megophryidae), který se vyskytuje v čínské
provincii Jün-nan.

## Taxonomie
čeleď Megophryidae (Bonaparte, 1850) – Pablatnicovití
- rod Atympanophrys (Tian a Hu, 1983) – pablatnice
  - druh Atympanophrys gigantica (Liu, Hu, Yang, 1960) – Pablatnice obrovská
  - druh Atympanophrys shapingensis (Liu, 1950) – Pablatnice sečuánská